# エア・データ・コンピュータ
エア・データ・コンピュータ（英語: ADC Air Data ComputerまたはCADC Central Air Data Computer）とは、高高度を高速で飛行する航空機において、機外でいくつかの量を同時に計測し、それらから得られた情報を基にコンピュータが計算を行い、航空機が飛行に必要とする、気圧高度・対気速度・外気温度などを出力する装置である。日本語では外気情報処理機とも呼ばれる。

## 概要
航空機の飛行高度が高くなり、飛行速度が大きくなると、飛行中でのエア・データ（気圧高度・対気速度・外気温度など）の計測が複雑になる。例を上げると、外気温度を測る場合、機外で計測しても、実際の外気温度とは異なる温度が計測されてしまう。それを解決する方法としては、正確な気圧高度・対気速度を知ることで実際の外気温度を算出できる。そこで、静圧・ピトー圧（動圧）・外気温度の計測を同時に行い、計測から得られた入力情報を基ににコンピュータが計算を行うことで、気圧高度・対気速度・外気温度、ATCトランスポンダの高度応答信号、気圧高度の変化率（昇降率）、機種や高度に応じた最大運用限界速度、マッハ数などの飛行に必要とする正確なエア・データを電気信号として出力する。また、エア・データ・コンピュータ内部の各出力の電気信号は時分割され、1本から数本までのデータ・パスにより送信される。
高高度飛行や高速飛行を行う航空機では、正しいルートを飛行するために必要な装置であり、飛行中のある時点で計測した気圧高度・対気速度・昇降率・マッハ数の値をホールド(固定）して、それらの値からの変化分を求めて出力を行う機能があり、それを自動操縦装置が入力すると、それらの値を0とするように自動操縦装置が作動して、その時点で計測した値での一定の気圧高度・対気速度・昇降率・マッハ数の飛行を行うことができる。また、エア・データ・コンピュータの内部では、各計算部・変換部・電源部などが正常に作動しているか否かを監視する異常監視機能があり、異常があった場合には、関連する指示器や中央監視盤に異常を表示するための信号を出力する。
初期に開発されたエアー・データ・コンピュータは、カム・リンク・ポテンシャルメータ・サーボモータなどを使用した電気・機械的なアナログ・コンピュータであったが、その後の電子計算機の発展によって性能が大幅に改善されており、現在はソリッドステート化されたデジタル・コンピュータが使用されている。

## リンク
- 航空豆知識 - 日本航空